# Мандершайд (город)
Мандершайд (нем. Manderscheid) — город в Германии, в земле Рейнланд-Пфальц.
Входит в состав района Бернкастель-Витлих. Подчиняется управлению Мандершайд. Население составляет 1289 человек (на 31 декабря 2010 года). Занимает площадь 10,06 км². Официальный код — 07 2 31 080.